# OLN
Bravo es un canal de televisión por cable canadiense. 

## Historia
El canal se puso en marcha el 17 de octubre de 1997 bajo el nombre Outdoor Life Network. 
El canal estuvo en la oferta de Vía Digital a partir del 15 de septiembre de 1997, pero desapareció de la plataforma el 27 de octubre de 1998. El motivo fue que la plataforma pidió a la productora que añadiesen un audio en español, pero esta última se negó. Esa negación provocó que Vía Digital decidiese retirar el canal de su oferta.
El 16 de noviembre de 2007 se anunció que Rogers iba a adquirir las acciones CTVgm y Comcast, dejando Rogers como el único propietario de OLN. La operación se cerró en el año 2008 y estuvo sujeta a la aprobación de CRTC.